# Gran sello de Pensilvania
El Gran sello de la mancomunidad de Pensilvania es el sello estatal para el estado estadounidense de Pensilvania. A diferencia de la mayoría de los sellos estatales, presenta un anverso y un reverso.

## Descripción
El anverso del sello tiene una imagen central de un escudo que contiene un buque a plena vela, un arado, y tres gavillas de trigo. Estos símbolos representan la importancia del comercio, trabajo, perseverancia y la agricultura a la economía del estado, así como varios de sus componentes geográficos (Filadelfia representada por el buque, por ejemplo). Los elementos del mencionado escudo están rodeados por un tallo de maíz indio a la izquierda y una rama de olivo a la derecha, que representan el reconocimiento por parte del estado de su pasado y su esperanza en el futuro. Encima del escudo un águila con orgullo simboliza la soberanía del estado. La corona circular del sello lleva las palabras "Seal of the State of Pennsylvania" ("Sello del Estado de Pensilvania"), a pesar de su designación oficial como la Mancomunidad de Pensilvania. En el reverso, o contrasello, figura la Estatua de la Libertad dominando la tiranía en forma de un león, junto con el texto en la parte superior, "Both Can't Survive", cuya traducción en español sigmifica "Ambos no pueden sobrevivir".

## Sellos del Gobierno de Pensilvania
Hay varios sellos del Gobierno de Pensilvania, que utilizan una variedad de diseños, incluyendo el escudo de armas de Pensilvania, el Sello Estatal, y otros elementos distintos.

Sello del Gobernador de Pensilvania
Sello de la Secretaría de la Mancomunidad
Sello de la Procuraduría General de Pensilvania
Sello de la Auditoría General de Pensilvania
Sello del Inspector General de Pensilvania
Sello de la Corte Suprema de Pensilvania
Sello de la Corte Superior de Pensilvania
Sello de la Cámara de Representantes de Pensilvania
Sello del Senado de Pensilvania
Sello de la Corte de Disciplina Judicial de Pensilvania
Sello del Departamento de Correcciones de Pensilvania
Sello del Departamento de Bienestar Público de Pensilvania